# Conrad Steinbrecht

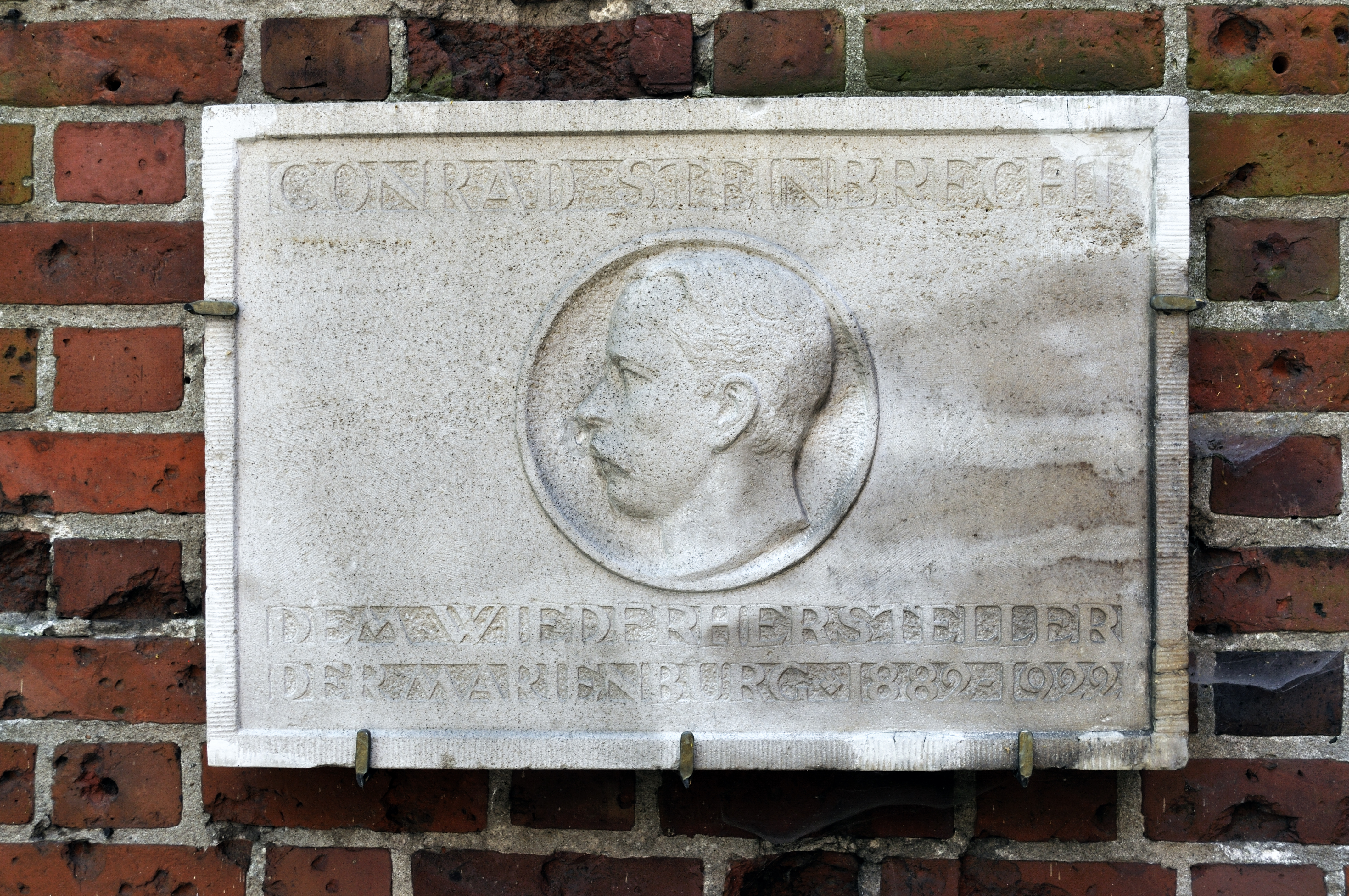
Gedenktafel für Conrad Steinbrecht an der Marienburg

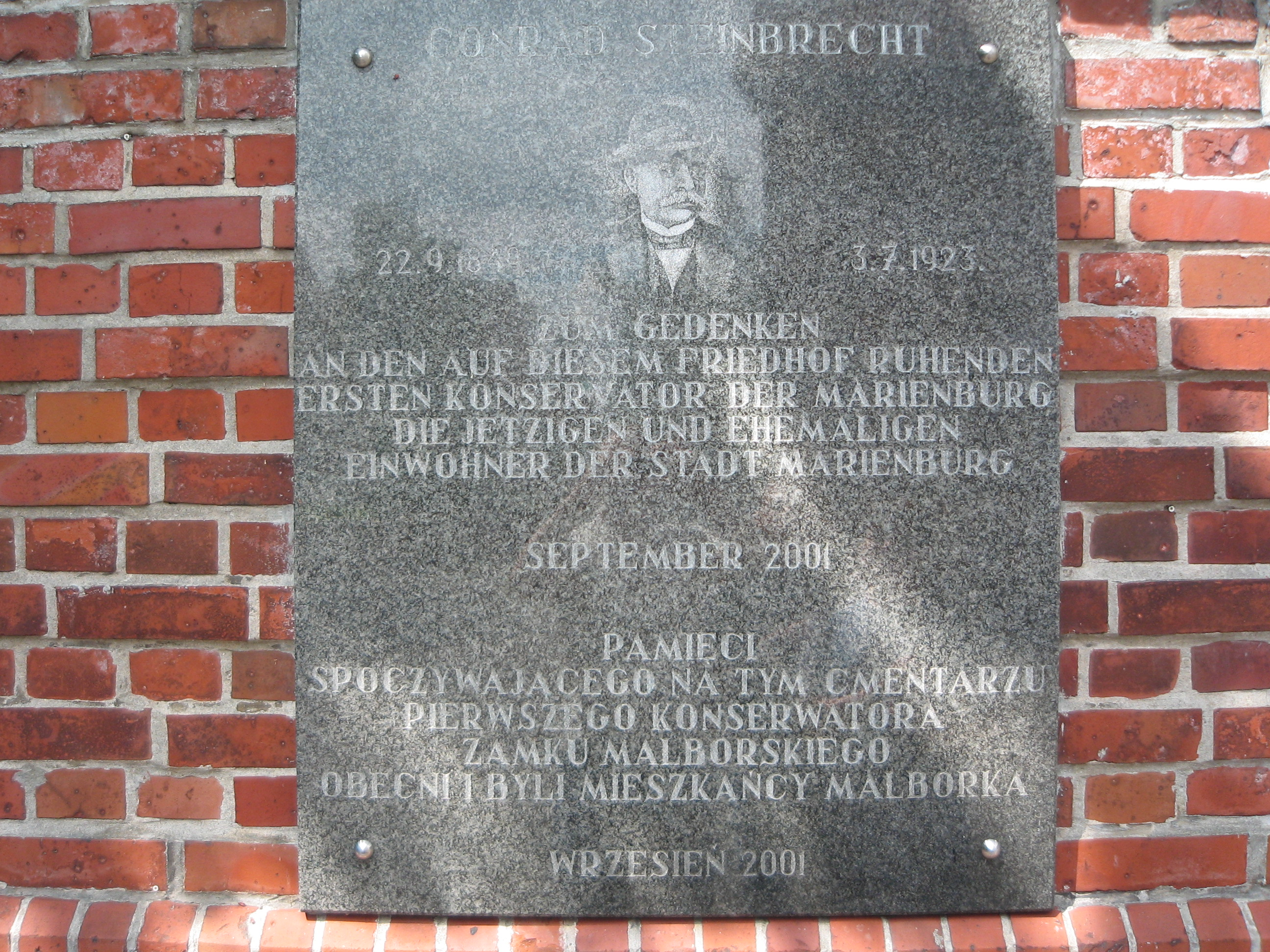
Auch von der polnischen Seite wird Steinbrechts Werk gewürdigt, wie diese zweisprachige Gedenktafel am Marienburger Friedhof zeigt.

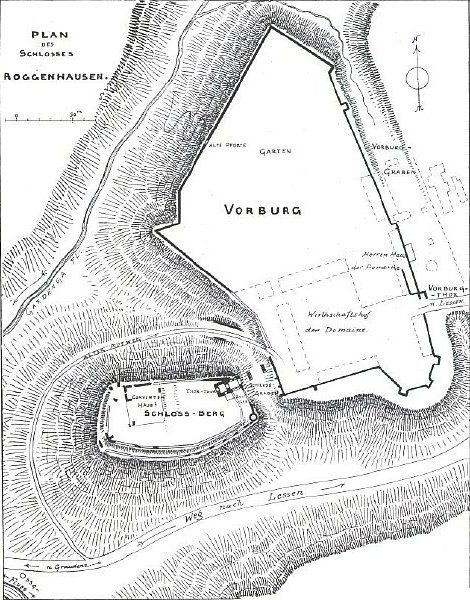
Plan des Schlosses Roggenhausen, erstellt von Conrad Steinbrecht (1849–1923)

Conrad Steinbrecht (* 22. September 1849 in Tangermünde; † 3. Juli 1923 in Marienburg) war ein deutscher Architekt, preußischer Baubeamter und Denkmalpfleger, der sich große Verdienste um den Erhalt der Burgen des Deutschen Ordens erworben hat. Man bezeichnete ihn als den Retter der „Marienburg“. Noch heute erinnert eine Gedenktafel dort an ihn (siehe Bild).

## Leben
Steinbrecht besuchte das Gymnasium des Klosters Unser Lieben Frauen in Magdeburg. Nach dem Abitur war er Kriegsfreiwilliger im Deutsch-Französischen Krieg. 1871 bis 1874 studierte er Architektur an der Berliner Bauakademie. Es folgten Studienreisen nach Italien und Griechenland. 1877 nahm er zur Unterstützung seines Lehrers von der Bauakademie, des Architekten Friedrich Adler, an den Ausgrabungen in Olympia teil. 1875 wurde er zum Regierungsbauführer (Referendar) und 1879 zum Regierungsbaumeister (Assessor) ernannt. 1880 arbeitete Steinbrecht im Preußischen Kultusministerium in Berlin. Dort beschäftigte er sich mit der Wiederbelebung des Backsteinbaues. Er hatte die Aufgabe, die erhaltenen Reste der Bauten des Deutschen Ordens in Ost- und Westpreußen zu studieren, zu skizzieren und zu beschreiben. Danach begannen die von ihm geführten Renovierungsarbeiten. Ziel seiner Arbeit war eine Rekonstruktion in ihrer ursprünglichen Form bzw. der Wiederaufbau. Diese Arbeit dauerte bei der Marienburg über 20 Jahre, bis 1896 das Hochschloss, 1900 die Gastkammern, 1906 die Großkomturei, 1913 die Firmarie und 1917 der Große Remter erneuert waren, parallel dazu die Außenanlage und der Herren-Dansker bis 1918. Außerdem ergänzte Steinbrecht sinnvoll das Inventar und Mobiliar, etwa durch den Aufkauf der Bleilschen Waffensammlung oder durch Nachahmung der mittelalterlichen Fresken. Die Rekonstruktion der Marienburg wurde 1922 abgeschlossen. Aber auch andere Ordensburgen wurden von ihm dokumentiert und restauriert, wie die Burg Lochstädt.
Für seinen Einsatz bei der Wiederherstellung der Marienburg ernannte ihn die Philophische Fakultät der damaligen Albertus-Universität Königsberg aus Anlass ihres 350-jährigen Bestehens zum Ehrendoktor.

## Schriften (Auswahl)
- Untersuchungs- und Wiederherstellungs-Arbeiten am Hochschloss der Marienburg. Ernst & Korn, Berlin 1885. UB Düsseldorf Digitalisat
- Die Baukunst des Deutschen Ritterordens in Preußen. Verlag von Julius Springer, 1885–1920.
  - Band 1: Thorn im Mittelalter. Berlin 1885. Kujawische digitale Bibliothek
  - Band 2: Preußen zur Zeit der Landmeister. Berlin 1888. Digitale Bibliothek Elbing
  - Band 3: Schloss Lochstedt und seine Malereien. Berlin 1910. Kujawische digitale Bibliothek
  - Band 4: Die Ordensburgen der Hochmeisterzeit in Preußen. Berlin 1920. Niederschlesische digitale Bibliothek
- Die Wiederherstellung des Marienburger Schlosses. Wilhelm Ernst & Sohn, Berlin 1896. Digitale Bibliothek Elbing
- Schloss Marienburg in Preußen. Führer durch seine Geschichte und Bauwerke. 1. Auflage. Berlin 1897; 5. aktualisierte Auflage, Berlin 1899. Digitale Bibliothek Polonia
- Das Bauwesen der Komturei Marienburg in den Jahren 1410–1420. Thomas & Oppermann, Königsberg 1911. Kujawische digitale Bibliothek
- Die Baukunst des Deutschen Ritterordens in Preussen: ein Heimat-Ausweis der Deutschen im Osten. A. W. Kafemann, Danzig 1919. Kujawische digitale Bibliothek